# The Process of Belief
The Process of Belief дванадцятий студійний альбом американського панк-рок гурту Bad Religion. Продюсерами альбому є Greg Graffin та Бретт Гуревич, альбом видано 22 січня 2002 року на лебйлі Epitaph Records. Після завершення турне в підтримку попереднього альбому, The New America (2000), Гуревич повернувся до основного складу Bad Religion у 2001 після шестирічної перерви. Гурт підписав контракт з Epitaph, та розпочав роботу над першим за вісім років альбомом на даному лейблі. Також це перший альбом для Брукса Вакермана, який замінив ударника Боббі Шаєра.
The Process of Belief отримав значний успіх (дебютувавши на #49 позиції у чарті Billboard 200 chart) та отримав схвальні відгуки у критиків та фанатів. Було продано більш як 220,000 копій по всьому світу. The Process of Belief включає одну з успішних композицій Bad Religion's «Sorrow», яка вперше за шість років потрапила в чарти США, після «A Walk» (з альбому 1996 року The Gray Race). «Broken», «The Defense» та «Supersonic» також крутили по радіо, та вони провалились в чартах США (хоча «Broken» зайняла #125 у UK Singles Chart).
Музика гурту знову стала динамічнішою ніж в попередніх альбомах. Багато пісень з альбому стали частиною кожного концерту гурту, зокрема пісня «Sorrow».

## Відгуки
Альбом зайняв 49 позицію в чарті Billboard 200, також 1 в Top Independent Albums, найвищою позицією гурту в США. Альбом добре продавався, зокрема завдяки успіху радіо-хіта «Sorrow», та популярними «Kyoto Now!», «Epiphany» та «Supersonic.» The Process of Belief також став першим альбомом, що потрапив у Irish Charts, отримавши другу позицію з топ двадцяти синглів.
У огляді AllMusic Джека Ребіда отримав 3/5 зірок та зазначив: «It's like a batch of outtakes from their 1988 comeback LP, Suffer, or the amazing juggernauts that followed, No Control and Against the Grain. But successive immersions into the new LP's brute, lashing power and wild honey melodies disarms such critical impulses as efficiently as a martial arts master.»

## Список композицій
1. «Supersonic» (Гуревич) – 1:47
2. «Prove It» (Граффін) – 1:15
3. «Can't Stop It» (Гуревич) – 1:10
4. «Broken» (Гуревич) – 2:55
5. «Destined For Nothing» (Граффін) – 2:35
6. «Materialist» (Граффін) – 1:53
7. «Kyoto Now!» (Граффін) – 3:20
8. «Sorrow» (Гуревич) – 3:21
9. «Epiphany» (Граффін) – 4:00
10. «Evangeline» (Гуревич) – 2:11
11. «The Defense» (Гуревич) – 3:53
12. «The Lie» (Граффін) – 2:19
13. «You Don't Belong» (Гуревич) – 2:50
14. «Bored and Extremely Dangerous» (Граффін) – 3:25

### Бонусний трек японської версії
1. «Shattered Faith» (Граффін) – 3:38

### Сторона B
1. «Who We Are» (Гуревич) — 3:01

## Учасники запису
- Грег Граффін — вокал
- Грег Гетсон — гітара
- Браян Бейкер – гітара, бек-вокал
- Джей Бентлі – бас-гітара,бек-вокал
- Брет Гуревич — гітара, бек-вокал, продюсер, змішування
- Брукс Вакерман — ударні, перкусія
- Джеррі Фінн — змішування
- Боб Людвінг — мастерінг
- Біллі Джо Бауверс — інженіринг
- Джефф Мосес — помічник інженера
- Майкі Озборн — арт директор, дизайн

## Історія релізу
| Країна         | Дата релізу   |
| -------------- | ------------- |
| Великобратанія | 21 січня 2002 |
| Worldwide      | 21 січня 2002 |
| США            | 22 січня 2002 |

## В поп культурі
Пісня «Sorrow» була видана для завантажувальна для гри Rock Band та Rock Band 2 23 вересня 2008 та для гри Guitar Hero: Warriors of Rock 7 березня 2011.